# Syzeuxis subfasciaria
Syzeuxis subfasciaria är en fjärilsart som beskrevs av Eugen Wehrli 1924. Syzeuxis subfasciaria ingår i släktet Syzeuxis och familjen mätare. Inga underarter finns listade i Catalogue of Life.